# Neivamyrmex nyensis
Neivamyrmex nyensis (лат.) — вид кочевых муравьёв рода Neivamyrmex из подсемейства Ecitoninae (Formicidae). Название дано по месту первого обнаружения (Nye Co., штат Невада).

## Распространение
Новый Свет: Северная Америка (США, Мексика).

## Описание
Мелкие кочевые муравьи, длина тела рабочих около 2 мм. Отличаются удлинённым петиолем, длиной скапуса усика (он в 3 раза длиннее своей ширины), гладким и блестящим телом, отсутствием зубца снизу петиоля. Основная окраска желтовато-коричневая. Усики рабочих 12-члениковые. Нижнечелюстные щупики 2-члениковые, нижнегубные щупики состоят из 2—3 сегментов. Мандибулы треугольные. Глаза отсутствуют или редуцированы до нескольких фасеток. Оцеллии и усиковые бороздки отсутствуют.  Коготки лапок простые без дополнительных зубцов на вогнутой поверхности. Проподеум округлый, без зубцов. Дыхальца заднегруди расположены в верхнебоковой её части или около средней линии проподеума. Голени средних и задних ног с одной гребенчатой шпорой. Стебелёк между грудкой и брюшком у рабочих состоит из двух члеников. Жало развито.
Ведут кочевой образ жизни. Постоянных гнёзд не имеют, кроме временных бивуаков.

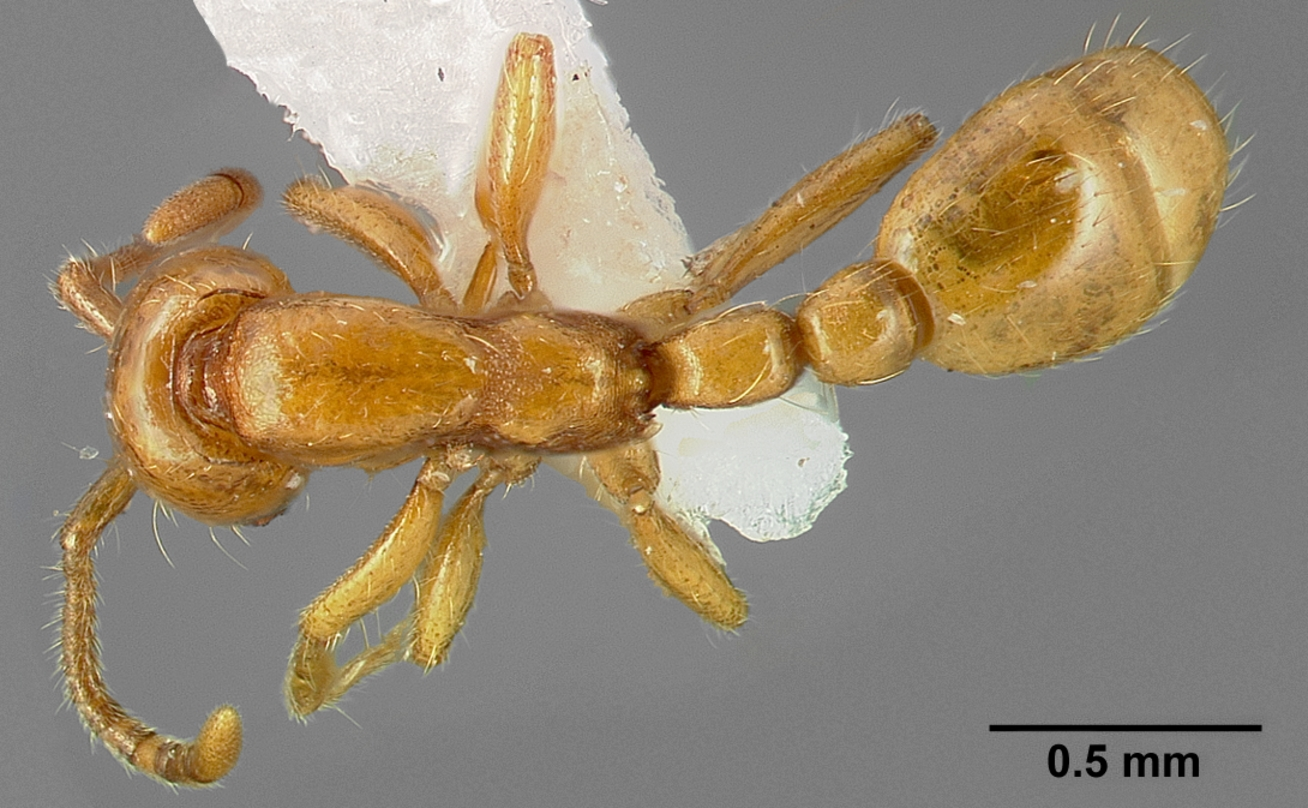
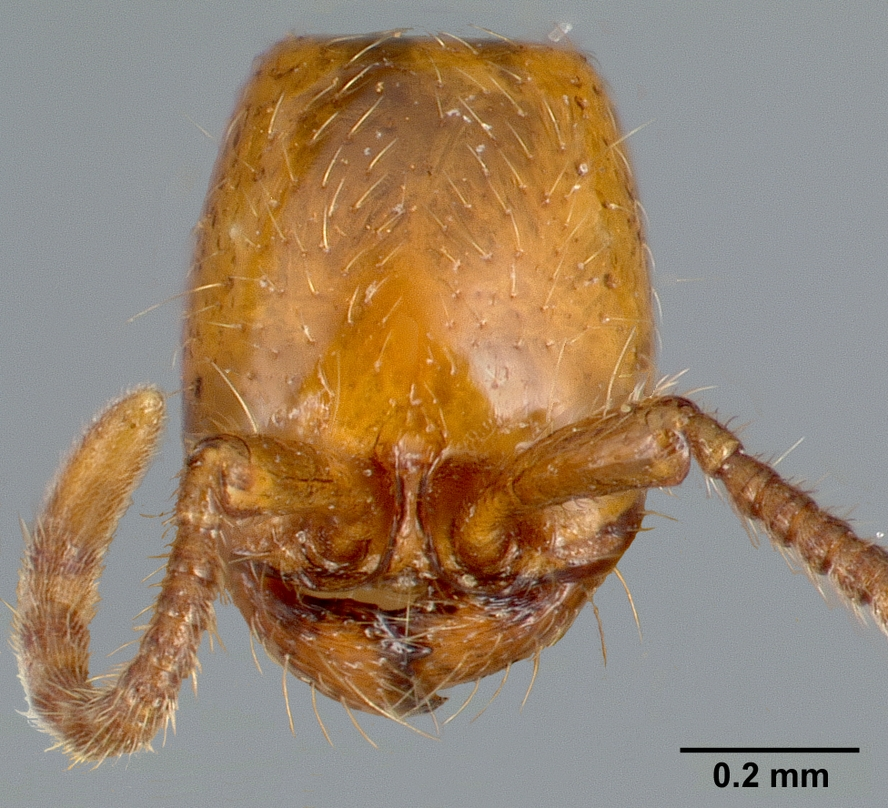
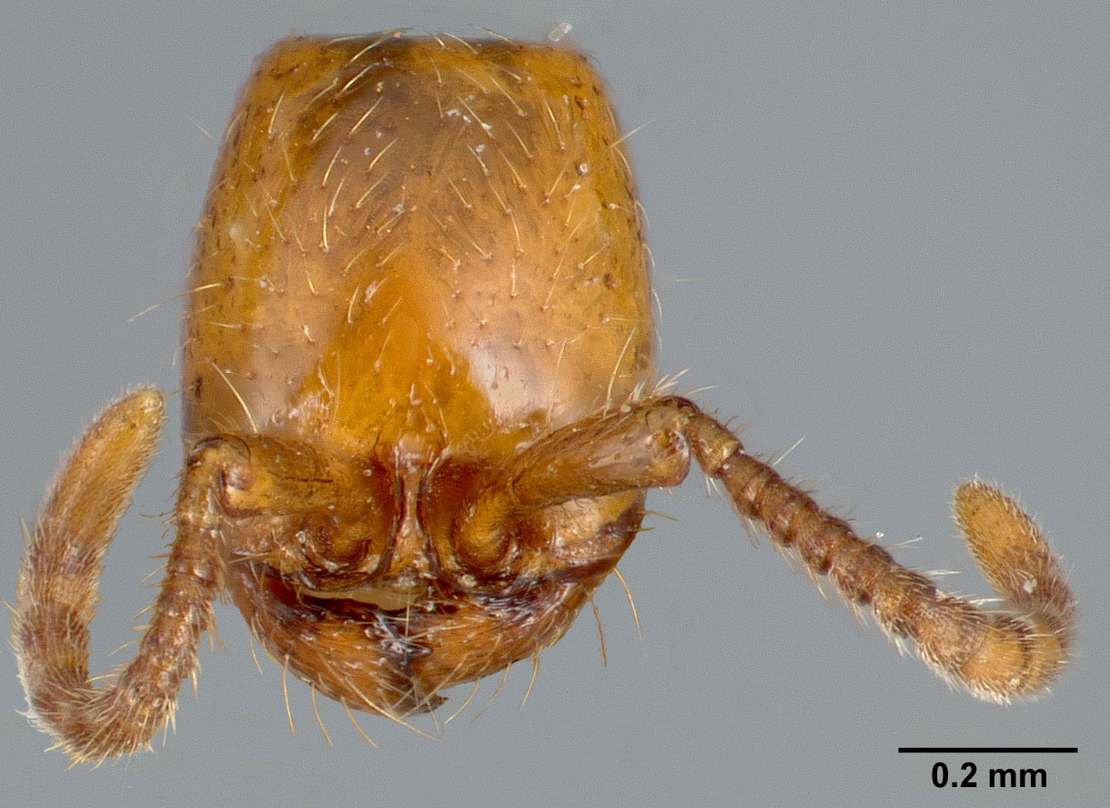